# Kuba na Letních olympijských hrách 1900
Kubu na Letních olympijských hrách 1900 ve francouzské Paříži reprezentoval jediný muž. Vybojoval 2 medaile, z toho 1 zlatou a 1 stříbrnou.

## Medailisté
| Medaile | Jméno       | Sport | Disciplína              |
| ------- | ----------- | ----- | ----------------------- |
| Zlato   | Ramón Fonst | šerm  | muži kord – jednotlivci |
| Stříbro | Ramón Fonst | šerm  | muži Masters kord       |